# Супермаркет (телесеріал)
«Супермаркет» (англ. Superstore) — американський ситком, створений Джастіном Спітцером, який також виконує роль виконавчого продюсера проекту. Прем'єра першої серії відбулася 30 листопада 2015 року на телеканалі NBC. Головні ролі виконують Америка Феррера та Бен Фельдман.
23 лютого 2016 року телеканал оголосив про знімання другого сезону. 19 серпня того самого року в ефір вийшла додаткова серія, що була присвячена Літнім Олімпійським іграм у Ріо-де-Жанейро. 2017 року телеканал NBC підтвердив інформацію про знімання третього сезону, прем'єра якого відбулася 28 вересня 2017 року.
21 лютого 2018 року було оголошено про знімання 4 сезону телесеріалу, вихід якого відбувся 4 жовтня того ж року.
Серіал розповідає про робітників універмагу «Клауд найн» (англ. Cloud 9). Магазин номер 1217, де відбуваються усі події, — це уявний супермаркет, що відноситься до торгової мережі магазинів «Cloud 9», в Сент-Луїсі, штат Міссурі.

## У ролях

### Головні ролі
- Америка Феррера — Емі Дубановські[3]
- Бен Фельдман — Джона[4]
- Марк Маккінні — Гленн Стурджис[11]
- Лорен Еш — Діна Фокс[12]
- Колтон Данн — Гаррет[11]
- Ніколь Блум — Матео Фернандо Акуїно Ліванаг[13]
- Ніко Сантос — Шайенн Тайлер Лі[11]

### Другорядні ролі
- Каліко Кауахі — Сандра
- Джош Лоусон — Тейт
- Джонні Пембертон — Бо Дерек Томпсон
- Шон Вейлен — Сел
- Лінда Портер — Міртл

## Виробництво

### Розробка
Серіал став одним з трьох проектів, які телеканал NBC замовив 14 січня 2015 року. NBC дав зелене світло серіалу 7 травня того самого року. Ситком став першим проектом нової компанії Рубена Флейшера «The District», яка мала дворічний контракт з Universal. Також, Флейшер став режисером пілотного епізоду.

### Кастинг
20 лютого 2015 року було оголошено про те, що Лорен Еш стала першою, хто отримав роль у серіалі. 2 березня, того ж року, новинний інтернет-журнал про телебачення й кіно Deadline оголосив, що до акторського складу серіалу приєдналося ще три інших актори, а саме: Колтон Данн, Марк Маккінні та Ніко Сантос. Вебсайт повідомив, що Данн буде грати Гаррета, зазвичай саркастичного працівника супермаркету, Маккінні буде грати Гленна, вразливого менеджера магазину, а Сантос буде грати Матео, нового робітника магазину. 12 березня 2015 року Ніколь Блум оголосила, що приєдналася до серіалу, та буде грати Шайенн, вагітну працівницю супермаркету.
Deadline, 13 березня 2015 року, заявив, що Бен Фельдман буде грати головну чоловічу роль, а саме нового працівника супермаркету, Джона. Через три дні, 16 березня 2015 року, TVLine оголосив, що Америка Феррера очолить головну жіночу роль у серіалі, вона буде грати Емі, працівницю з 11-річним стажем роботи в магазині «Cloud 9». Також повідомлялося, що Феррера стала продюсером шоу.

## Відгуки критиків
Ранні відгуки першого сезону в цілому були змішаними. На Metacritic «Супермаркет» отримав 57 балів зі 100, що ґрунтується на основі 21-го, в цілому змішаного, відгуку критиків. На Rotten Tomatoes, вебсайті, де збирають різні огляди, серіал заробив 52 % «свіжості» на основі 23-х рецензій із середнім рейтингом 4,4 із 10. Критичний консенсус вебсайту говорить: «У „Супермаркету“ талановитий акторський склад, але очевидний потенціал злегка затьмарений інтонаційно змішаним викладом і слабким шаблонним сценарієм».
Але протягом першого сезону відгуки стали більш позитивними. За підсумками фінальної серії «Labor», «Лос-Анджелес Таймс» назвав серіал однією з найкращих нових комедій сучасності.
Один з редакторів «The A.V. Club» писав, що «перший сезон… став краще, й став більш серйозним, відразу як в серіалі пішов хоча б якийсь прогрес», він також сказав, що фінал першого сезону — «це гарненька непримітна хустинка, звичайна приємна маленька комедія, якій могли б приділити хоча б трохи більше уваги».
Після прем'єри додаткової серії, що була присвячена Літнім Олімпійським іграм у Ріо-де-Жанейро, «Вераєті», американський розважальний тижневик, написав, що спеціальна серія була «смішною, влучною та суттєвою», і те, що «в колективі (акторському складі) немає слабких ланок».
Другий сезон отримав повністю позитивні відгуки; на Rotten Tomatoes сезон має рейтинг 100 % «свіжості».